# Alte Valli Stura e Maira
Alte Valli Stura e Maira este o arie protejată (arie de protecție specială avifaunistică — SPA) din Italia întinsă pe o suprafață de 42.009 ha, integral pe uscat.

## Localizare
Centrul sitului Alte Valli Stura e Maira este situat la coordonatele 44°16′57″N 7°04′39″E / 44.2826°N 7.0774°E.

## Înființare
Situl Alte Valli Stura e Maira a fost declarat arie de protecție specială avifaunistică în octombrie 2006 pentru a proteja 4 specii de plante și 65 de specii de animale.

## Biodiversitate
Situată în ecoregiunea alpină, aria protejată conține 33 de habitate naturale: Ape oligotrofe din câmpii nisipoase, cu un conținut foarte redus de minerale (Littorelletalia uniflorae), Grohotișuri silicioase de la nivelul montan până la nivelul zăpezii (Androsacetalia alpinae și Galeopsietalia ladani), Formațiuni ierboase bogate în specii de Nardus, dezvoltate pe substraturi silicioase în zone montane (și în zone submontane, în Europa continentală), Păduri alpine de Larix decidua și/sau Pinus cembra, Liziere de ierburi înalte hidrofile de câmpie și de nivel montan până la alpin, Ape puternic oligomezotrofe cu vegetație bentonică cu Chara spp., Păduri pe pante, grohotișuri și ravene de Tilio-Acerion, Pajiști boreale și alpine pe substrat silicios, Păduri de Castanea sativa, Roci stâncoase cu vegetație pionieră de Sedo-Scleranthion sau Sedo albi-Veronicion dillenii, Pante stâncoase calcaroase cu vegetație casmofită, Păduri de fag Asperulo-Fagetum, Formațiuni pioniere alpine de Caricion bicoloris-atrofuscae, Izvoare petrifiante cu formare de travertin (Cratoneurion), Râuri de munte și vegetația lor lemnoasă cu Salix elaeagnos, Păduri acidofile de Picea de la nivel montan la nivel alpin (Vaccinio-Piceetea), Păduri de fag din Europa Centrală dezvoltate pe sol calcaros cu Cephalanthero-Fagion, Păduri de fag Luzulo-Fagetum, Pajiști uscate seminaturale și facies de acoperire cu tufișuri pe substraturi calcaroase (Festuco-Brometalia) (* situri importante pentru orhidee), Pante stâncoase silicioase cu vegetație casmofită, Pajiști alpine și boreale, Lacuri eutrofice naturale cu vegetație de tip Magnopotamion sau Hydrocharition, Tufărișuri cu Pinus mugo și Rhododendron hirsutum (Mugo-Rhododendretum hirsuti), Grohotișuri calcaroase și de șisturi calcaroase de la nivelul montan până la nivelul alpin (Thlaspietea rotundifolii), Pajiști cu Molinia pe soluri calcaroase, turboase sau argilos-nămoloase (Molinion caeruleae), Mlaștini alcaline, Râuri de munte și vegetația erbacee de pe malurile acestora, Păduri aluvionare cu Alnus glutinosa și Fraxinus excelsior (Alno-Padion, Alnion incanae, Salicion albae), Grohotișuri termofile și vest-mediteraneene, Fânețe montane, Tufărișuri subarctice cu Salix spp., Pajiști alpine și subalpine calcaroase, Păduri montane și subalpine de Pinus uncinata (* dezvoltate pe substrat gipsos sau calcaros).
La baza desemnării sitului se află mai multe specii protejate:
- plante (4): Dracocephalum austriacum, Eryngium alpinum, Gentiana ligustica, Saxifraga florulenta
- păsări (59): minunița (Aegolius funereus), ciocârlie-de-câmp (Alauda arvensis), potârnichea de stâncă (Alectoris graeca saxatilis), fâsă-de-câmp (Anthus campestris), fâsă de pădure (Anthus trivialis), lăstunul mare (Apus apus), acvilă de munte (Aquila chrysaetos), buha (Bubo bubo), caprimulg (Caprimulgus europaeus), barză albă (Ciconia ciconia), barză neagră (Ciconia nigra), șerpar (Circaetus gallicus), erete de stuf (Circus aeruginosus), erete vânăt (Circus cyaneus), erete cenușiu (Circus pygargus), porumbel gulerat (Columba palumbus), cioară neagră (Corvus corone), prepeliță (Coturnix coturnix), cuc (Cuculus canorus), lăstun de casă (Delichon urbicum), ciocănitoare neagră (Dryocopus martius), presură de grădină (Emberiza hortulana), Eudromias morinellus, șoim de iarnă (Falco columbarius), Falco eleonorae, șoim călător (Falco peregrinus), muscar negru (Ficedula hypoleuca), gaiță (Garrulus glandarius), zăgan (Gypaetus barbatus), vulturul pleșuv sur (Gyps fulvus), acvilă pitică (Hieraaetus pennatus), rândunică (Hirundo rustica), Lagopus muta helvetica, sfrâncioc roșiatic (Lanius collurio), Lyrurus tetrix tetrix, prigoare (Merops apiaster), gaia neagră (Milvus migrans), gaia roșie (Milvus milvus), mierlă de piatră (Monticola saxatilis), codobatura galbenă (Motacilla flava), muscar sur (Muscicapa striata), pietrar sur (Oenanthe oenanthe), vultur pescar (Pandion haliaetus), viespar (Pernis apivorus), pitulice de munte (Phylloscopus bonelli), pitulice-fluierătoare (Phylloscopus trochilus), Pyrrhocorax pyrrhocorax, mărăcinar (Saxicola rubetra), graur (Sturnus vulgaris), silvie de zăvoi (Sylvia borin), silvie de câmp (Sylvia communis), silvie-mică (Sylvia curruca), Tachymarptis melba, sturzul viilor (Turdus iliacus), mierlă (Turdus merula), sturz-cântător (Turdus philomelos), sturz (Turdus pilaris), sturzul de vâsc (Turdus viscivorus), pupăză (Upupa epops)
- mamifere (3): lupul (Canis lupus), liliac cărămiziu (Myotis emarginatus), liliacul mic cu potcoavă (Rhinolophus hipposideros)
- nevertebrate (2): fluturele auriu (Euphydryas aurinia), fluturele flitirar (Euphydryas maturna)
- pești (1): zglăvoacă (Cottus gobio)

Pe lângă speciile protejate, pe teritoriul sitului au mai fost identificate 72 de specii de plante, 46 de specii de păsări, 1 specie de amfibieni, 17 specii de mamifere, 79 de specii de nevertebrate, 7 specii de reptile.